# Vrba babylónská

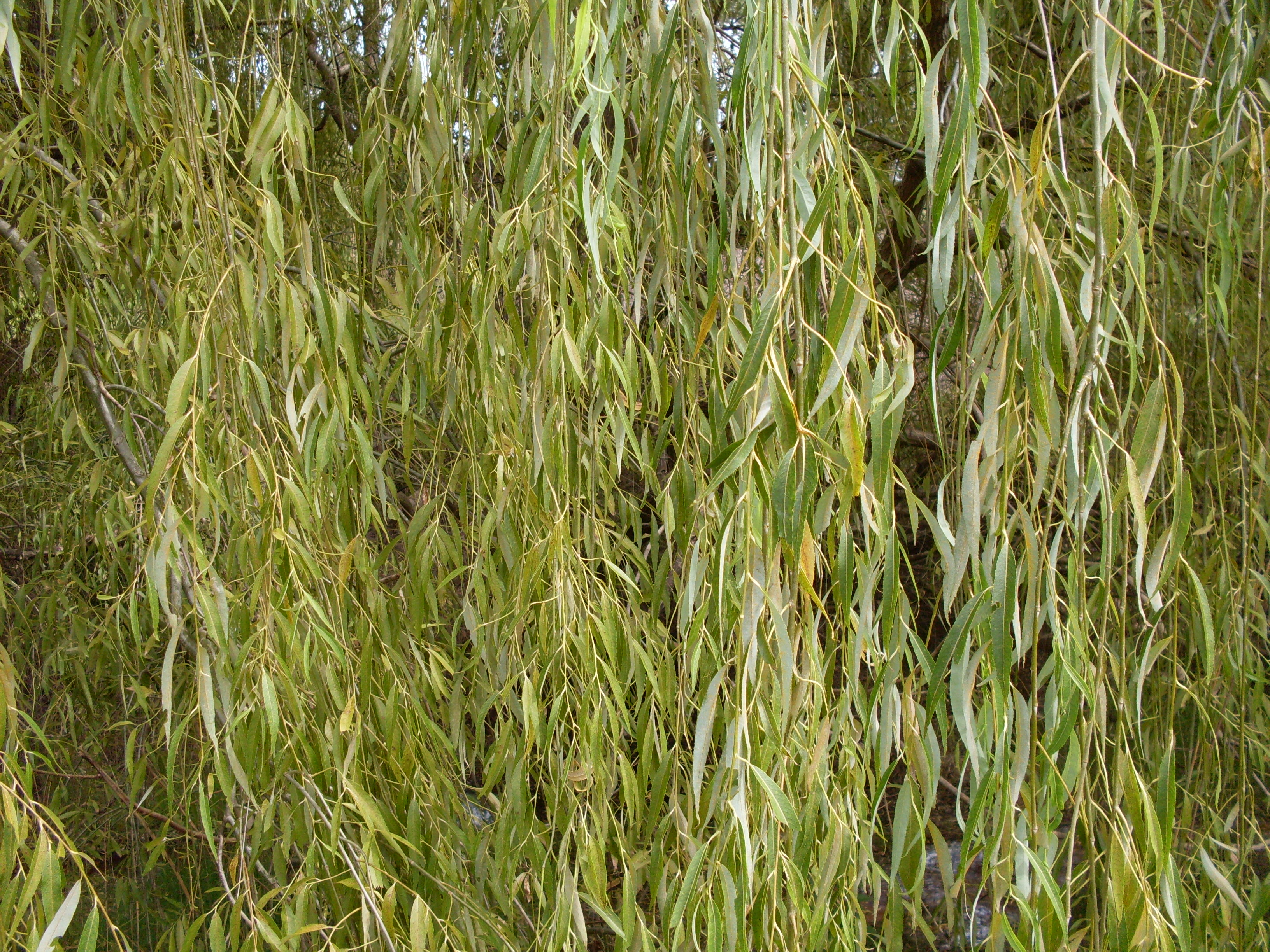
Převislé větve

Vrba babylónská (Salix babylonica) je teplomilný druh rodu vrba pocházející ze severní a střední Číny, kde v povodích řek Jang-c’-ťiang a Žlutá řeka vytváří rozlehlé porosty. Druhové jméno „babylónská“ dostala podle mylného předpokladu, že pochází z oblasti Babylonie, kam se ve skutečnosti dostala až počátkem našeho letopočtu hedvábnou stezkou přes Střední Asii, Afghánistán, Irák a Sýrii. Za poddruh vrby babylónské se někdy považuje i vrba Matsudova.

## Rozšíření
Nyní je rozšířena v teplých oblastech všech kontinentů, vyrůstá na severu i jihu Afriky, v Severní a Jižní Americe i na ostrovech Karibiku, v Austrálii, na Novém Zélandu i ostrovech Pacifiku. Po Asii se z Číny rozšířila až na Malajský poloostrov, do Indonésie i do severních oblastí indického subkontinentu. Do Evropy se dostala počátkem 17. století a s malým zpožděním začala být řídce vysazována i na území dnešní České republiky.
Původní druh vrby babylonské vyžaduje poměrně teplé polohy a je pěstován jako sadovnická dřevina v klimatu s vyšší průměrnou teplotou. Ve Střední Evropě se sázel hlavně vyšlechtěný převislý kultivar 'Pendula', z něhož jsou k dispozici pouze samičí jedinci. Nyní je však obvyklejší nový kultivar 'Tortuosa', lišící se nápadně pokroucenými větvemi a vyšší odolností proti jarním mrazíkům.

## Ekologie
Preferuje vlhké prostředí, obvykle se přirozeně vyskytuje podél vodních toků, na vlhkých údolních nánosech a v písčitých sníženinách. Toleruje záplavy a může růst i v mokřadech. Je náročná na dostatek světla, špatně roste v zastínění. Vyskytuje se do nadmořské výšky 2 000 m a v místech, kde bývají průměrné roční srážky od 550 do 1 700 mm. Ploidie druhu je 2n = 76.
Vrba babylónská je fanerofyt kvetoucí koncem března a v dubnu, před nebo krátce po rašení listů. Plody dozrávají v květnu. V České přírodě se vyskytuje převážně jen jako kulturní, pěstovaná dřevina.

## Popis
Vrba babylónská je dvoudomá dřevina, strom vysoký 10 až 12 m se šedočernou kůrou, nepravidelně široce protáhlou korunou a mělce zahloubenými kořeny, Má dlouhé, převislé větve zelené barvy a téměř k zemi sahající tenké, metlovité letorosty. Z úzkých, špičatých pupenů ve spirále vyrůstají listy s 5 mm řapíky. Mají chlupaté, čárkovitě kopinaté čepele 5 až 15 cm dlouhé a 1 až 1,5 cm široké, u báze klínovité a na konci zašpičatělé, po obvodě jemně pilovité, svrchu tmavě zelené, zespod nasivělé a výrazně síťnaté, v horní polovině zkroucené. Palisty jsou kopinaté, dlouze špičaté a v koncové části zkroucené. Na podzim se listy před opadem zbarvují zelenožlutě.
Květenství jsou štíhlé jehnědy válcovitého tvaru, často ohnuté, samičí do 3 cm a samčí do 4 cm dlouhé a 0,5 cm široké. Jejich jednopohlavné květy jsou nahé, nemají okvětní lístky. Samčí květy se žlutozelenými listeny mají dvě tyčinky s červenavě žlutými prašníky a dvě žlázky produkující nektar. Samičí květy mají přisedlý semeník s krátkou čnělkou s nedělenou bliznou a jednu nektarovou žlázku.
Plody jsou žlutohnědé, úzce kuželovité tobolky asi 3 mm dlouhé a obsahují množství velmi jemných semen, ta jsou rozšiřována větrem a jejich doba klíčivosti se pohybuje pouze od 5 do 10 dnů.

## Rozmnožování
Nové stromy mohou vyrůst ze semen nebo z řízků či odkopků kořene. Semenáče rostou pomaleji, ale mají dlouhou životnost a vytvářejí vysoké stromy s rozložitou korunou. Stromy z dobře kořenících řízků jsou pro průmyslové zpracování (na palivo nebo pro výrobu papíru) pěstované na plantážích. Po jejich seřezání vyrůstají z pařezů výmladky, které mohou být za rok vysoké až 3 m. Dřevo stromů je měkké a bývá napadáno živočišnými škůdci, např. brouky tesaříky druhu Anoplophora.

## Hybridizace
Vrba babylónská se často kříží s jinými druhy. Ve střední Evropě se vyskytují hlavně tyto její hybridy:
- Vrba obloukovitá (Salix ×pendulina Wender) (S. babylonica × S. fragilis) (synonyma = Salix ×blanda)
- Vrba náhrobní (Salix ×sepulcralis Simonk.) (S. alba ‘Tristis’ × S. babylonica)

Vrba obloukovitá má poměrně pevné dřevo a je vhodná do vyšších poloh. Pěstuje se kultivar 'Blanda' s větvemi jen mírně převislými nebo kultivar 'Elegantissima' s větvemi delšími a více převislými.
Vrba náhrobní se žlutě zbarvenými letorosty je oceňována pro dekorativní vzhled, ale její dřevo je poměrně křehké a bývá poškozována větrem. Pěstuje se kultivar 'Chrysocoma' s dlouhými, převislými, žlutými větvemi nebo kultivar 'Salamonii' s větvemi hnědavými až zelenkavými a méně převislými.

## Význam
Kromě estetické funkce je vrba babylonská využívána jako palivové dříví, bývá zdrojem buničiny pro výrobu vysoce kvalitního papíru a dlouhé letorosty se používají k pletení košů a podobných produktů. Dřevo je lehké a měkké, středně husté (400 kg/m³) a má červenohnědou barvu. Vyrábí se z něho nábytek, dřevěné obaly a nářadí, dřevovláknité desky a překližky.
Stromy se vysazují podél břehů řek, rybníků a jiných vodních toků k zábraně eroze půdy, nebo na plantáže pro průmyslové vyžití, na 1 ha se sází 2 000 až 3 000 jedinců. Dřevina je také ceněná jako solitérní parkový strom, který však spotřebuje velké množství vody. Obecně se nedoporučuje vysazovat blízko objektů, může vyrůst ve velmi velký strom, který invazními kořeny proniká do prasklin kanalizačních potrubí která ničí a ucpává, křehké větve se pod tíhou sněhu často lámou a poškozují střechy a na podzim vzniká opadem listů velké množství smetí.
Kůra stromu obsahuje kyselinu salicylovou (klíčová složka aspirinu) a proto se používá k léčbě horečky a revmatoidní artritidy. Vrba babylónská má i fytoremediační potenciál, v listech hromadí získaný ethanol a benzen.